# Élection présidentielle ivoirienne de 2025
L'élection présidentielle ivoirienne de 2025 a lieu le 25 octobre 2025 afin d'élire le président de la république de Côte d'Ivoire pour un mandat de cinq ans.
Le président sortant Alassane Ouattara est candidat à un quatrième mandat.

## Contexte

### Présidence d'Alassane Ouattara

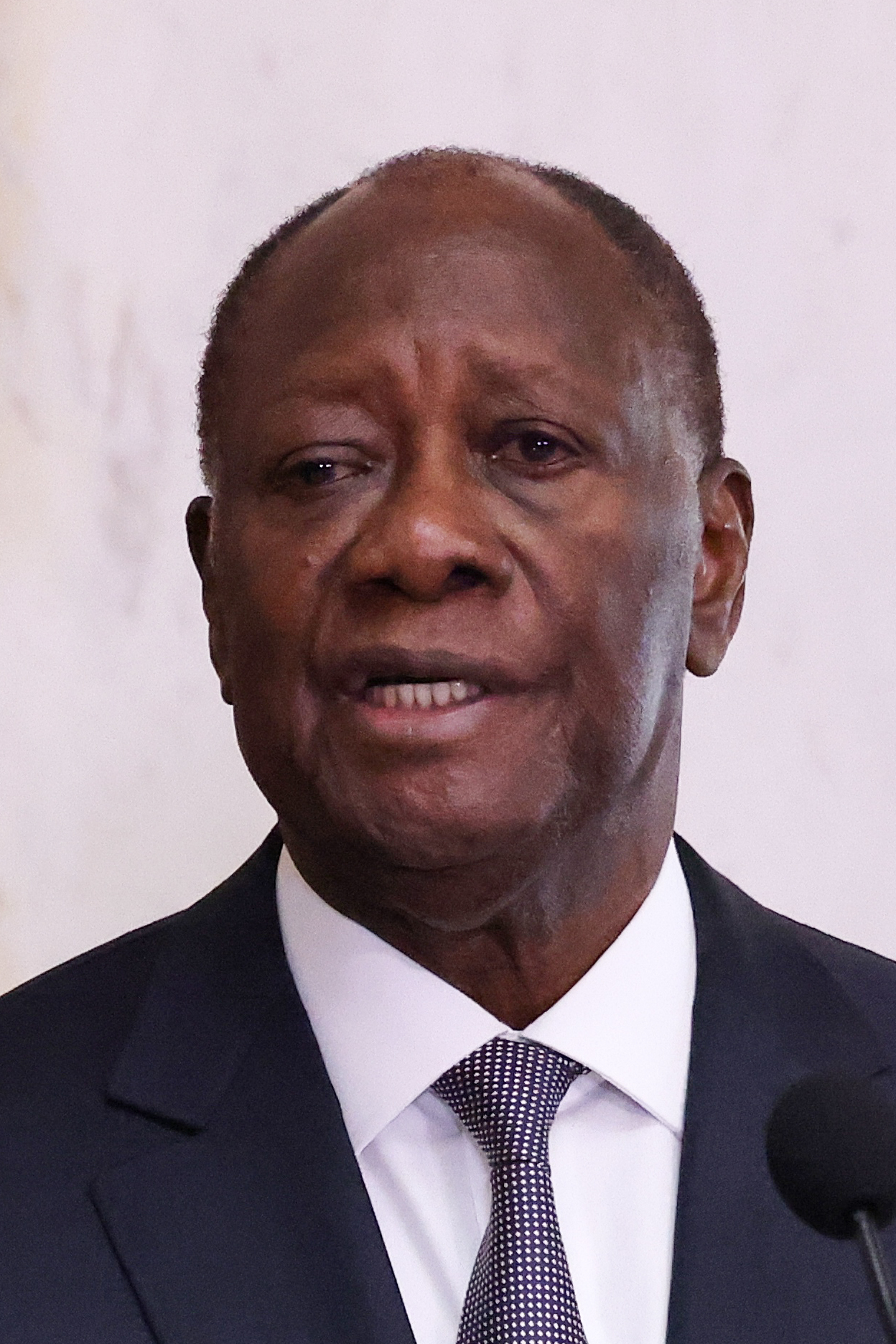
Alassane Ouattara.

Le président sortant Alassane Ouattara est au pouvoir depuis la présidentielle de 2010, où il est élu au second tour face au président Laurent Gbagbo. Le scrutin débouche sur une crise politique. La crise, qui se transforme rapidement en guerre civile, s'achève cinq mois plus tard par la prise de la capitale par les forces nouvelles pro-Ouattara et l'arrestation de l'ancien président Gbagbo retranché dans la résidence présidentielle de Cocody. A nouveau candidat, Ouattara est réélu dès le premier tour en 2015, l'opposition pro-Gbagbo ayant boycotté le scrutin.
Un référendum constitutionnel  instaure la Troisième République, qui met en place un parlement bicaméral, un poste de vice-président et remet à zéro le compteur de la limite du nombre de mandats présidentiels, renouvelable une seule fois. Les précédentes législatives en décembre de la même année sont remportées par le Rassemblement des houphouëtistes pour la démocratie et la paix (RHDP) du président Alassane Ouattara, qui obtient la majorité absolue des suffrages. Le parti réitère ensuite cette victoire lors des sénatoriales de mars 2018.

### Réélection de 2020
Éligible pour un troisième mandat, Alassane Ouattara affirme à plusieurs reprises son intention de ne pas briguer à nouveau la présidence, conditionnant toutefois ce retrait à la non-participation des anciens présidents Laurent Gbagbo et Henri Konan Bédié,,. Il affirme ainsi vouloir « transférer le pouvoir à une nouvelle génération », mais uniquement si « ceux de [s]a génération comprennent que [leur] temps est passé ». Il affirme ainsi vouloir « transférer le pouvoir à une nouvelle génération », mais uniquement si « ceux de [s]a génération comprennent que [leur] temps est passé ». Début mars 2020, il annonce aux parlementaires réunis en Congrès ne pas être candidat à sa réélection. Cette décision, qu'il affirme avoir mûrie deux ans durant, est saluée en Côte d'Ivoire comme à l'étranger,,. Amadou Gon Coulibaly, premier ministre en exercice, est alors désigné candidat du RHDP pour la présidentielle de 2015. Hospitalisé en raison de problèmes cardiaques, Coulibaly meurt cependant quatre mois plus tard ,. La mort de son dauphin désigné à l'élection présidentielle est alors un coup dur pour le président sortant, qui s'était mis en froid avec plusieurs autres personnalité du parti au pouvoir afin d'imposer sa candidature. Devant le vide laissé par le décès du Premier Ministre et la mise hors jeu préalable de ses concurrents internes, une troisième candidature de Ouattara finit par s'imposer, le président revenant sur sa décision de ne pas se représenter lors d'un discours à la Nation, prononcé le 6 août, à l'occasion de la fête nationale ivoirienne. L'annonce est immédiatement suivie de violences pré-électorales. Des affrontements ont lieu entre des opposants à un troisième mandat du président sortant et des militants de son parti, le tout sur fond de tensions ethniques et communautaires,.
Le scénario de 2015 se répète par conséquent lors de l'élection présidentielle de 2020, qui conduit à une large réélection d'Alassane Ouattara dans le contexte d'un boycott des partis d'opposition,,. Le premier tour est entaché de violences et seuls 17 601 bureaux de votes peuvent ouvrir sur 22 381, provoquant une réduction du nombre d'inscrits capables de voter de 7 495 082 à 6 066 441, soit une exclusion de près d'un cinquième des inscrits. Ouattara réunit 95 % des voix, pour un taux de participation de 53 %.
L'opposition ne reconnait pas les résultats, ses dirigeants annonçant la création d'un conseil national de transition,. Le 7 novembre 2020, Pascal Affi N'Guessan est arrêté. Il est accusé par le procureur de « complot contre l'autorité de l'État », « mouvement insurrectionnel », « assassinat » et « actes de terrorisme ». Le 9 novembre, le Conseil constitutionnel confirme les résultats publiés par la Commission électorale. Henri Konan Bédié annonce entretemps le 9 décembre qu’il met fin au régime de « transition » proclamé à la suite de l’élection, et appelle au « dialogue national ». Alassane Ouattara prête serment pour un troisième mandat le 14 décembre 2020. Il annonce dans la foulée la création d’un ministère de la Réconciliation nationale et appelle à la reprise du dialogue avec l’opposition en vue des élections législatives de 2021.
Avec la participation des principaux partis politiques pour la première fois depuis la crise politique dix ans auparavant, qui avait conduit les deux législatives suivantes à s'organiser sous le poids de boycotts de l'opposition, ces élections s’opèrent dans un contexte d'appels à la réconciliation et d'espoir d'un retour à un climat politique apaisé. Bien que finalement décevant en termes de participation, le scrutin se déroule dans le calme. Le Rassemblement des houphouëtistes pour la démocratie et la paix du Président Alassane Ouattara connait un recul mais conserve la majorité absolue des sièges.

### Demande de réforme de l'opposition
Le 21 septembre 2024, 15 partis d'opposition se réunissent à Bonoua et demandent des réformes électorales, à travers une déclaration lue par Simone Gbagbo, ancienne première dame. Parmi les partis politiques présents figurent le Mouvement des générations capables (MGC) de Simone Ehivet, le Parti démocratique de Côte d'Ivoire (PDCI), le Congrès panafricain pour la justice et l'égalité des peuples de Charles Blé Goudé. Ils estiment que le processus électoral actuel sera « source majeure de conflits ». Le Parti des peuples africains – Côte d'Ivoire (PPA-CI) de l’ancien président Laurent Gbagbo ne signe cependant pas cette déclaration des partis d’opposition.

### Révision de la liste électorale
La Commission électorale indépendante lance le 19 octobre 2024 la révision de la liste électorale qui comporte près de 8 millions d'électeurs. Elle ouvre 12 000 centres d'enrôlement dans tout le pays. L'enrôlement doit aboutir à l'inscription de 4,5 millions de nouveaux électeurs de plus sur une période 3 semaines prenant fin le 10 novembre 2024.
Afin de faciliter les procédures administratives liées à l'enrôlement, le certificat de nationalité est délivré gratuitement et il est possible de s'inscrire avec un récépissé de carte d'identité pour les personnes n'ayant pas encore reçu leur carte nationale d'identité. Malgré cette mesure, l'opposition demande un prolongement de la période d'enrôlement.
Le 8 novembre 2024, par décret pris en conseil des ministres, le gouvernement prolonge la période du recensement électoral de la révision de la liste électorale d'une semaine, jusqu'au 17 novembre 2024,.
Le 19 mars 2025, le Parti des peuples africains de Côte d’Ivoire (PPA-CI), exige en vain l’inscription de Laurent Gbagbo sur la liste électorales.

## Mode de scrutin
Le président ivoirien est élu au scrutin uninominal majoritaire à deux tours pour un mandat de cinq ans renouvelable une seule fois de manière consécutive. Est élu le candidat ayant recueilli la majorité absolue des suffrages exprimés au premier tour. À défaut, un second tour est organisé entre les deux candidats arrivés en tête au premier, et celui recueillant le plus de suffrages est déclaré élu. La constitution fixe la date du premier  tour au dernier samedi du mois d'octobre de la cinquième année du mandat présidentiel en cours, et celle du second tour éventuel au dernier samedi du mois de novembre suivant.
Après l'élection présidentielle de 2020, le scrutin de 2025 sera le deuxième à avoir lieu sous la Constitution ivoirienne de 2016 adoptée par référendum 9 ans plus tôt. Celle-ci modifie notamment plusieurs des critères d'éligibilité du président comme la limite maximum d'âge d'un candidat, auparavant fixée à 75 ans, qui disparaît, tandis que l'âge minimum est abaissé à 35 ans (art. 55).
Là où l'ancienne constitution imposait qu'un candidat soit « exclusivement de nationalité ivoirienne, nés de père et de mère eux-mêmes ivoiriens d'origine », la nouvelle constitution remplace cette condition par « nés de père ou de mère ». Un seul des parents d'un candidat présidentiel a désormais besoin de posséder la nationalité ivoirienne de naissance et ils ont maintenant la possibilité d'avoir eu une autre citoyenneté. Le candidat lui-même peut également avoir eu une autre nationalité, ce qui était auparavant impossible, mais doit y renoncer avant de soumettre sa candidature.
La fonction de vice-président est également créée en 2016. Nommé par le président, il lui succède en cas de vacance du pouvoir.

## Candidats

### Candidats déclarés
| Parti politique et candidat                                                        | Parti politique et candidat                                           | Idéologies                                     | Détails |
| ---------------------------------------------------------------------------------- | --------------------------------------------------------------------- | ---------------------------------------------- | --- |
| Rassemblement des houphouëtistes pour la démocratie et la paix (RHDP)              | Président de la république de Côte d'IvoireAlassane Ouattara (83 ans) | Droite Liberalisme Houphouëtisme               | Président de la Côte d'Ivoire (depuis 2011) |
| Parti des peuples africains – Côte d'Ivoire (PPA-CI)                               | Président du PPA-CILaurent Gbagbo (80 ans)                            | Gauche Socialisme Panafricanisme Souverainisme | Ancien président de la république de Côte d'Ivoire (2000-2011). Inéligible à la suite d'une condamnation de la justice ivoirienne. |
| Indépendant                                                                        | Actuel député de DabakalaJean-Louis Billon (60 ans)                   | Centre droit                                   | Ministre du Commerce (2012-2017). En octobre 2021, il annonce sa candidature à l'élection présidentielle prévue pour 2025. Le 26 octobre 2024, il réaffirme sa candidature à l'élection présidentielle. Ancien cadre du PDCI.                                                                                |
| Mouvement des générations capables (MGC)                                           | Présidente du MGCSimone Gbagbo (75 ans)                               | Gauche Socialisme Panafricanisme Souverainisme | Ancienne Première dame, en tant qu'épouse du président Laurent Gbagbo de 2000 à 2011. Elle est déclarée candidate de son parti en novembre 2024. |
| Parti démocratique de Côte d'Ivoire-Rassemblement démocratique africain (PDCI-RDA) | Président du PDCITidjane Thiam (63 ans)                               | Centre droit Liberalisme Houphouëtisme         | Ancien ministre du Plan et du Développement et ancien directeur du Bureau national d'études techniques et de développement (1994-1999) Déclaré inéligible par le tribunal de première instance d’Abidjan pour avoir perdu la nationalité ivoirienne après l'acquisition de la nationalité française en 1987. |
| Indépendent                                                                        | Ex-député Gnangbo Kacou                                               | Gauche et droite[Quoi ?]                       | Ex-député, et quatrième vice-président du Conseil régional du Sud-Comoé. |
|                                                                                    | Ex-préfet Vincent Toh Bi Irié                                         |                                                | Ex-préfet d'Abidjan (2018 - 2020). Il annonce sa candidature le 13 mai 2025. |
| ADCI                                                                               | Assalé Tiémoko Antoine                                                |                                                | Le 14 juin 2025, à Yamoussoukro lors des célébrations de l'an 1 d'existence de son parti, il annonce être candidat aux élections présidentielles d'octobre 2025 |

### Candidats potentiels
| Parti politique et candidat                                          | Parti politique et candidat                  | Idéologies | Détails |
| -------------------------------------------------------------------- | -------------------------------------------- | ---------- | --- |
| Congrès panafricain pour la justice et l'égalité des peuples (COJEP) | Président du COJEPCharles Blé Goudé (53 ans) | Gauche     | - Ancien ministre de la Jeunesse, de l'Emploi et de la Formation professionnelle sous Laurent Gbagbo (2010-2011) - Inéligible suite à une condamnation de la justice ivoirienne |

### Candidats exclus
Le 4 juin 2025, la Commission électorale indépendante exclut définitivement de la liste électorale quatre figures de la politique ivoirienne : Tidjane Thiam, Laurent Gbagbo, Charles Blé Goudé et Guillaume Soro. Aucun d'entre eux ne pourra se présenter à l'élection présidentielle ni même voter.

## Campagne
Alassane Ouattara  est désigné candidat à la présidentielle le 21 juin 2025 par son parti politique, le Rassemblement des houphouëtistes pour la démocratie et la paix (RHDP), sans avoir encore lui même confirmé sa candidature. Il déclare officiellement sa candidature lors d'un discours télévisé le 29 juillet 2025, justifiant celle-ci par son expérience, qu'il juge nécessaire face aux défis qu'affronte le pays. Il ajoute notamment : « j'ai fait de la parole donnée un engagement, toutefois, les années passées à la tête de notre pays m'ont fait comprendre que le devoir peut parfois transcender la parole donnée de bonne foi ».
Certains candidats dont Gnangbo Kacou ont pour projet d'abandonner le franc CFA, ce qui est sujet à controverses.

## Résultats
| Candidats                | Candidats              | Partis      | Premier tour | Premier tour | Second tour | Second tour |
| Candidats                | Candidats              | Partis      | Voix         | %            | Voix        | %           |
| ------------------------ | ---------------------- | ----------- | ------------ | ------------ | ----------- | ----------- |
|                          | Alassane Ouattara      | RHDP        |              |              |             |             |
|                          | Pascal Affi N'Guessan  | FPI         |              |              |             |             |
|                          | Tidjane Thiam          | PDCI        |              |              |             |             |
|                          | Jean-Louis Billon      | Indépendant |              |              |             |             |
|                          | Assalé Tiémoko Antoine | ADCI        |              |              |             |             |
|                          | Simone Gbagbo          | MGC         |              |              |             |             |
|                          | Gnangbo Kacou          | Indépendant |              |              |             |             |
|                          | Vincent Toh Bi Irié    | Indépendant |              |              |             |             |
|                          |                        |             |              |              |             |             |
| Votes valides            |                        |             |              |              |             |             |
| Votes blancs et nuls     |                        |             |              |              |             |             |
| Total                    | Total                  | Total       |              | 100          |             | 100         |
| Abstention               |                        |             |              |              |             |             |
| Inscrits / participation |                        |             |              |              |             |             |